# 3019 Kulin
3019 Kulin eller 1940 AC är en asteroid i huvudbältet, som upptäcktes den 7 januari 1940 av den ungerska astronomen György Kulin i Budapest. Den har fått sitt namn efter sin upptäckare.
Asteroiden har en diameter på ungefär 11 kilometer och den tillhör asteroidgruppen Koronis.